# Tamara Munzner
Tamara Macushla Munzner (Mineápolis, 1969) es una científica estadounidense-canadiense. Es experta en visualización de información y trabaja como profesora de informática en la Universidad de Columbia Británica (UBC).

## Biografía
Nació en 1969 en Mineápolis, Minnesota. Se graduó en la South High School en 1986. Obtuvo una Licenciatura en informática en la Universidad Stanford en 1991. Regresó a Stanford para sus estudios de posgrado, completando su doctorado. En 2000 bajo la supervisión de Pat Hanrahan. Su tesis, Visualización interactiva de grandes gráficos y redes, involucró el uso de geometría hiperbólica para visualizar grandes gráficos.

## Carrera profesional
Munzner trabajó como becaria en ETA Systems en la década de 1980 cuando aún estaba en la universidad. Posteriormente trabajó en The Geometry Center en la Universidad de Minnesota de 1991 a 1995. Allí colaboró en la producción de dos vídeos de visualización matemática, uno sobre el giro de las esferas al revés o eversión de la esfera y otro sobre las diferentes estructuras topológicas que podría tener un universo tridimensional.
Hizo prácticas en Microsoft Research y Silicon Graphics. Tras obtener su doctorado, se convirtió en investigadora científica en el Centro de Investigación de Sistemas de Compaq en 2000, antes de incorporarse a la facultad de la Universidad de Columbia Británica como profesora asistente de informática en el verano de 2002.
Munzner es autora del libro Visualization Analysis and Design (CRC Press, 2014). Fue copresidenta del programa de la conferencia InfoVis en 2003 y 2004, y de EuroVis en 2009 y 2010. Desde 2012 ha sido la presidenta del comité ejecutivo de IEEE Visualization, el evento que engloba a InfoVis. Fue ponente principal en el Simposio Internacional sobre Dibujo Gráfico en 2013.